# Arturo Prat (forskningsstation)
Arturo Prat-basen (spanska: Base Naval Capitán Arturo Prat) är en chilensk flottbas i Antarktis, uppkallad efter den chilenska marinofficeren Arturo Prat (1848-1879). Basen ligger på Greenwich Island i ögruppen Sydshetlandsöarna. Den invigdes den 6 februari 1947, och blev Chiles första militärbas i det antarktiska område som Chile gör anspråk på (Chilenska Antarktis). Marinen lämnade basen 2004, och överlät den år 2006 (för de kommande 50 åren) till den regionala myndigheten (Región de Magallanes y de la Antártica Chilena). Sedan 2008 är den en året-om-bas. Marinen bidrar med personal för skötsel av basen, och sköter även transporterna, men basens verksamhet i övrigt bekostas av den regionala myndigheten. Även det chilenska antarktiska institutet INACH (Instituto Antártico Chileno) verkar på basen. 
Till basens huvuduppgifter hör kommunikationer, studier av jonosfären, meteorologi, samt att säkerställa säkerhet till havs. 
Närmaste befolkade plats är Maldonado Station, 6,4 km nordväst om Captain Arturo Prat base.